# Макдональд, Шон
Шон Бенджамин Макдональд (англ. Shaun Benjamin MacDonald; род. 17 июня 1988 года, Суонси, Уэльс) — валлийский футболист, полузащитник . Рекордсмен по количеству сыгранных матчей за молодёжную сборную Уэльса (25 матчей).

## Клубная карьера
Макдональд родился в городе Суонси. Воспитанник местного футбольного клуба «Суонси Сити». Во взрослой команде дебютировал 31 августа 2005 года в матче Кубка Лиги против английского «Рединга». В своём первом сезоне Макдональд в общей сложности сыграл 13 матчей во всех соревнованиях, в том числе 4 матча в Трофее Джонстон’с Пэйнт, где «Суонси» выиграл трофей.
Свой первый гол за «Суонси» Макдональд забил 12 июня 2008 года в матче Кубка Лиги против «Брентфорда». После этого Макдональд сыграл всего лишь 6 матчей и 27 января 2009 года был отправлен в месячную аренду в «Йовил Таун». В своём дебютном матче забил единственный и победный гол в ворота «Хаддерсфилд Таун». В общей сложности, Макдональд сыграл 4 матча за «Йовил Таун».
Вернувшись в «Суонси», в начале сезона 2009/10 Макдональд сыграл три матча. Затем, 21 сентября был снова отправлен в аренду в «Йовил Таун» на три месяца. В составе «перчаточников» за время аренды Макдональд сыграл 12 матчей и забил два гола.
После возвращения в «Суонси», клуб начал с «Йовил Таун» переговоры об аренде Макдональда до конца сезона 2009/10. Клубы достигли договорённости об аренде 31 декабря 2009 года.
В конце августа 2010 года Макдональд вернулся в «Йовил Таун» на правах аренды уже в четвёртый раз. На этот раз срок аренды был до января 2011 года.
17 марта 2011 года Макдональд был отправлен в аренду в «Йовил Таун» в пятый раз, на срок до конца сезона 2010/11. 26 марта 2011 года Макдональд оформил хет-трик в матче против «Лейтон Ориент».
25 августа 2011 года Макдональд подписал контракт с клубом «Борнмут». Сумма трансфера составила 125 000 фунтов. Свой первый гол за «Борнмут» Макдональд забил 30 августа в матче Трофея Джонстон’с Пэйнт против «Херефорд Юнайтед». Свой первый гол в лиге Макдональд забил 21 апреля 2012 года в матче против «Колчестер Юнайтед». В сезоне 2014/15 Макдональд сыграл пять матчей. По итогам этого сезона «Борнмут» пробился в Премьер-лигу. В Премьер-лиге Макдональд дебютировал 17 октября 2015 года в матче против «Манчестер Сити».
13 августа 2016 года Макдональд подписал контракт с «Уиган Атлетик».

## Международная карьера
Макдональд представлял юниорскую сборную Уэльса до 19 лет и молодёжную сборную до 21 года. После 22-го по счёту матча за молодёжную сборную, Макдональд побил рекорд по количеству сыгранных матчей, установленный Джеймсом Томасом. Всего за молодёжную сборную Уэльса Макдональд сыграл 25 матчей и в данный момент сохраняет статус рекордсмена.
В национальной сборной Уэльса Макдональд дебютировал 12 октября 2010 года в матче против сборной Швейцарии в Базеле. Также сыграл два матча в отборочном турнире Чемпионата Европы-2016.

## Статистика

### Клубная статистика
| Клуб             | Сезон            | Лига             | Лига  | Лига | FA Cup | FA Cup | Кубок Лиги | Кубок Лиги | Другое | Другое | Всего | Всего |
| Клуб             | Сезон            | Дивизион         | Матчи | Голы | Матчи  | Голы   | Матчи      | Голы       | Матчи  | Голы   | Матчи | Голы  |
| ---------------- | ---------------- | ---------------- | ----- | ---- | ------ | ------ | ---------- | ---------- | ------ | ------ | ----- | ----- |
| Суонси Сити      | 2005/06          | Первая лига      | 7     | 0    | 0      | 0      | 1          | 0          | 5      | 0      | 13    | 0     |
| Суонси Сити      | 2006/07          | Первая лига      | 8     | 0    | 2      | 0      | 0          | 0          | 2      | 0      | 12    | 0     |
| Суонси Сити      | 2006/07          | Первая лига      | 1     | 0    | 0      | 0      | 0          | 0          | 2      | 0      | 3     | 0     |
| Суонси Сити      | 2008/09          | Чемпионшип       | 5     | 0    | 1      | 0      | 3          | 2          | —      | —      | 9     | 2     |
| Суонси Сити      | 2009/10          | Чемпионшип       | 3     | 0    | 0      | 0      | 0          | 0          | —      | —      | 3     | 0     |
| Суонси Сити      | 2010/11          | Чемпионшип       | 0     | 0    | 0      | 0      | 0          | 0          | 0      | 0      | 0     | 0     |
| Суонси Сити      | Всего            | Всего            | 24    | 0    | 3      | 0      | 4          | 2          | 9      | 0      | 40    | 2     |
| Йовил Таун       | 2008/09          | Первая лига      | 4     | 2    | 0      | 0      | 0          | 0          | 0      | 0      | 4     | 2     |
| Йовил Таун       | 2009/10          | Первая лига      | 31    | 3    | 1      | 0      | 0          | 0          | 0      | 0      | 32    | 3     |
| Йовил Таун       | 2010/11          | Первая лига      | 26    | 4    | 2      | 0      | 0          | 0          | 0      | 0      | 28    | 4     |
| Йовил Таун       | Всего            | Всего            | 61    | 9    | 3      | 0      | 0          | 0          | 0      | 0      | 64    | 9     |
| Борнмут          | 2011/12          | Первая лига      | 25    | 1    | 0      | 0      | 0          | 0          | 1      | 1      | 26    | 2     |
| Борнмут          | 2012/13          | Первая лига      | 28    | 0    | 2      | 0      | 0          | 0          | 1      | 2      | 31    | 4     |
| Борнмут          | 2013/14          | Чемпионшип       | 23    | 0    | 0      | 0      | 2          | 0          | —      | —      | 25    | 0     |
| Борнмут          | 2014/15          | Чемпионшип       | 5     | 0    | 2      | 1      | 3          | 0          | —      | —      | 10    | 1     |
| Борнмут          | 2015/16          | Премьер-лига     | 2     | 0    | 3      | 0      | 3          | 1          | —      | —      | 8     | 1     |
|                  | Всего            | Всего            | 83    | 1    | 7      | 1      | 8          | 1          | 2      | 3      | 100   | 8     |
| Всего за карьеру | Всего за карьеру | Всего за карьеру | 168   | 10   | 10     | 1      | 12         | 3          | 11     | 3      | 204   | 19    |

### Статистика выступлений за сборную
| Сборная Уэльса | Сборная Уэльса | Сборная Уэльса |
| Год            | Матчи          | Голы           |
| -------------- | -------------- | -------------- |
| 2010           | 1              | 0              |
| 2015           | 2              | 0              |
| Всего          | 3              | 0              |

## Достижения
«Суонси Сити»
- Обладатель Трофея Джонстон’с Пэйнт: 2005/06

«Борнмут»
- Чемпион Футбольной лиги: 2014/15
- Вице-чемпион Первой лиги: 2011/12